# Amália Sterbinszky
Dans le nom hongrois Sterbinszky Amália, le nom de famille précède le prénom, mais cet article utilise l’ordre habituel en français Amália Sterbinszky, où le prénom précède le nom.
Amália Sterbinszky, née le 29 septembre 1950 à Hajdúszoboszló et morte le 3 avril 2025 à Copenhague, est une handballeuse hongroise, active entre 1970 et 1984 évoluant au poste de demi-centre. Elle est élue handballeuse hongroise du XXe siècle.

## Biographie
Élue meilleure joueuse hongroise du siècle, son meilleur résultat avec la sélection hongroise est une médaille d'argent lors du Championnat du monde 1982 à Budapest. Lors des Jeux olympiques, elle fait partie de la sélection hongroise qui obtient le bronze lors des Jeux de Montréal en 1976.

## Palmarès

### Club
compétitions internationales
- Coupe des clubs champions (C1)
  - Vainqueur (1) : 1982
  - Finaliste (2) : 1971, 1978, 1979

compétitions nationales
- Championnat de Hongrie
  - Vainqueur (11) : 1971, 1973, 1974, 1975, 1976, 1977, 1978, 1979, 1980, 1981, 1982
  - Deuxième (2) : 1970, 1972
- Coupe de Hongrie
  - Vainqueur (9) : 1970, 1972, 1974, 1976, 1978, 1979, 1980, 1981, 1982
  - Finaliste (1) : 1977
- Championnat du Danemark
  - Vainqueur (2) : 1983, 1984
- Coupe du Danemark
  - Vainqueur (1) : 1983

### Sélection nationale
Amália Sterbinszky totalise 239 sélections en équipe nationale de Hongrie entre 1970 et 1984. Ses résultats en compétitions internationales sont :
Jeux olympiques
- Médaille de bronze aux Jeux olympiques de 1976 à Montréal,  Canada
- 4e place aux Jeux olympiques de 1980 à Moscou,  Union soviétique

Championnats du monde
- Médaille de bronze au Championnat du monde 1971,  Pays-Bas
- Médaille de bronze au Championnat du monde 1975,  Yougoslavie
- Médaille de bronze au Championnat du monde 1978,  Union soviétique
- Médaille d'argent au Championnat du monde 1982,  Hongrie

### Distinctions personnelles
- Élue handballeuse hongroise du XXe siècle
- Élue handballeuse hongroise de l'année : 1974, 1976, 1977
- Meilleure marqueuse du championnat de Hongrie (NB I.) : 1977